# Combo (musique)
Pour les articles homonymes, voir Combo.

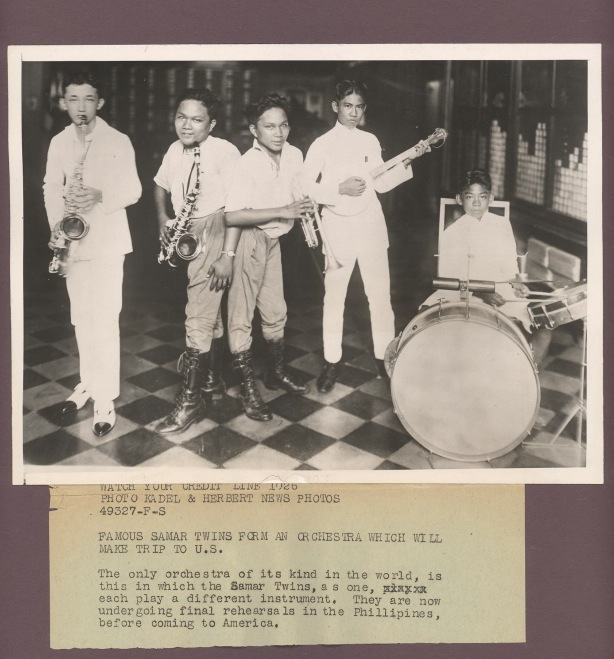
Un combo

Un combo (abréviation de l'anglais combination) est un petit ensemble musical de 4 à 6 mais n’excédant pas 8/9 musiciens, par opposition au big band.
L'orchestre est constitué  d'une section rythmique et éventuellement de plusieurs autres sections (section cuivre...), d'un seul instrument chacune en général.
Les premiers combos sont apparus dans les années 1950, à Cuba[réf. nécessaire].
Le mot « combo » est remis à jour dans la constitution de plusieurs groupes anglais des années 60, avec des instrumentistes qui chantent en même temps :
Dans les années 50, à Cuba : Cortijo y su Combo, El Gran Combo (formé d'anciens membres du combo de Cortijo), Paris Combo, Cuban Jazz Combo, L.A. Mambo Combo, Tabou Combo (kompa), etc.)